# Lijst van burgemeesters van De Marne
Dit is een lijst van burgemeesters van de voormalige Nederlandse gemeente De Marne in de provincie Groningen. De gemeente De Marne is in 1990 ontstaan na een gemeentelijke herindeling van de gemeenten Leens, Eenrum, Ulrum en Kloosterburen. De gemeente Het Hogeland is, sinds haar stichting op 1 januari 2019, de naam van de samenstelling geworden.
| Ambtsperiode | Naam burgemeester          | Partij of stroming | Bijzonderheden              |
| ------------ | -------------------------- | ------------------ | --------------------------- |
| 1990 - 1998  | Johan (J.P.H.) Bruins Slot | CDA                | was burgemeester van Adorp  |
| 1998 - 2010  | Joan (J.A.J.) Stam         | D66                | was wethouder van Groningen |
| 2010 - 2018  | Koos (F.H.) Wiersma        | CDA                | was wethouder van Zuidhorn  |